# Sin Joon-sik
Sin Joon-sik, né le 13 janvier 1980 est un taekwondoïste sud-coréen. Il a obtenu la médaille d'argent lors des Jeux olympiques d'été de 2000 dans la catégorie des moins de 68 kg, s'inclinant en finale contre Steven Lopez.